# Analyse schenkérienne
L’analyse schenkérienne est une méthode d’analyse musicale de la musique tonale fondée sur les théories d’Heinrich Schenker. Son but est de démontrer la cohérence de l'œuvre analysée en montrant comment elle se rattache à une structure profonde, l'Ursatz. Cette structure originelle est presque la même pour toutes les œuvres tonales, mais l'analyse montre comment dans chaque cas individuel elle se développe en une œuvre unique à l'« avant-plan », le niveau de la partition elle-même. Le concept essentiel de la théorie schenkérienne de la tonalité est probablement celui d’« espace tonal ». Les intervalles entre les notes de la triade de tonique forment un espace tonal qui peut être comblé par des notes de passage et des broderies qui, à leur tour, peuvent produire de nouvelles triades et de nouveaux espaces tonals, ouverts à de nouvelles élaborations, jusqu’à l’obtention de la « surface » de l’œuvre, la partition.
L'analyse fait usage d'une forme spéciale de notation musicale symbolique. Bien que Schenker lui-même présente généralement ses analyses dans la direction générative, partant de la structure originelle (Ursatz) pour atteindre la partition, la pratique de l’analyse schenkérienne est plus souvent réductive, partant de la partition et montrant comment elle peut être réduite à sa structure originelle. Le graphe de l'Ursatz est arythmique, comme un exercice de contrepoint strict. Même aux niveaux intermédiaires de la réduction, les valeurs de notes (notes évidées ou noires, ligatures, hampes avec ou sans drapeau) sont utilisées pour mettre en évidence des relations hiérarchiques entre les événements notés en cours d’analyse.
L’analyse schenkérienne est une méthode abstraite, complexe et difficile. Schenker ne l'a lui-même pas toujours clairement présentée et elle n'est pas toujours bien comprise. Elle vise à montrer la cohérence de l'œuvre, cohérence qui réside en dernière analyse dans sa tonalité. Elle est subjective. Elle n’entraîne aucune procédure mécanique et reflète les intuitions musicales de l’analyste.

## Fondements

### Buts
Schenker était convaincu de la supériorité de la musique tonale, en particulier celle de Jean-Sébastien Bach, de Carl Philipp Emanuel Bach, de Joseph Haydn, de Wolfgang Amadeus Mozart, de Ludwig van Beethoven, de Franz Schubert, de Frédéric Chopin et de Johannes Brahms. Ceci l’a conduit à chercher les clefs de la compréhension de la musique dans la discipline traditionnelle du contrepoint, cette théorie que les maîtres eux-mêmes avaient abondamment étudiée.
Son projet visait à montrer que la composition libre (freier Satz) était une élaboration, une « prolongation » du contrepoint strict (strenger Satz), par quoi il entendait le contrepoint d’espèce, en particulier à deux voix. Il a réalisé ce projet en développant une théorie de niveaux d’élaboration (Auskomponierung) ou de transformations (Verwandlungen) hiérarchiquement organisés, avec l’idée que chaque niveau successif représentait une liberté nouvelle prise par rapport aux lois de l’écriture stricte.
Le premier principe de l’élaboration est le remplissage de l’espace tonal par des notes de passage. Un but essentiel de l’analyse est de montrer des connexions linéaires entre des notes qui, parce qu’elles remplissent une seule triade à un niveau donné, demeurent étroitement liées les unes aux autres, mais qui à des niveaux ultérieurs peuvent être séparées par de nombreuses mesures ou même plusieurs pages, à mesure que de nouvelles triades se trouvent incorporées dans la première. L’analyste est supposé développer une « audition à distance » (Fernhören), une « audition structurelle ».
Le projet de Schenker s'apparente à celui de la théorie de la Gestalt, qui lui est contemporain, et, plus généralement, se rattache au développement de la phénoménologie et du structuralisme au début du XXe siècle.

### Harmonie
La triade originelle, celle d’où naît l’œuvre entière, prend son modèle dans la série harmonique. Cependant, « la simple duplication de la nature ne peut pas être l’objet de l’activité humaine. C’est pourquoi l’art […] consiste en la transformation du son naturel vertical [...] en la suite des événements d’un arpège horizontal, qui a en outre l’avantage de pouvoir se réduire à la tessiture de l’organe vocal humain. En ce sens, le son naturel est condensé et abrégé pour l’usage artistique ».
Rattachant la triade (majeure) à la série des harmoniques, Schenker ne fait que reproduire une idée commune au début du XXe siècle. Il confirme en outre que la même dérivation ne peut pas être faite pour la triade mineure : « Toute tentative de déduire même les premiers fondements de ce système [mineur], c’est-à-dire de la triade mineure elle-même, de la nature, c’est-à-dire de la série des partiels, serait pire que futile. [...] L’explication devient bien plus facile si c’est au crédit de l’intention artistique, plutôt qu’à celui de la nature elle-même, qu’on attribue l’origine du mode mineur ».
Le composant de base de l’harmonie schenkérienne est le « degré » (Stufe), un accord ayant acquis une signification structurelle. Les accords naissent à l’intérieur des accords, comme résultat de la combinaison de notes de passages et d’arpégiations : ils ne sont d’abord que de simples ornements, de simples constructions de la conduite des voix, mais ils deviennent ensuite des espaces tonals ouverts à d’autres élaborations et, une fois élaborés, peuvent être considérés structurellement signifiants : ils deviennent à leur tour des degrés à proprement parler. Schenker reconnaît qu’« aucune règle ne pourrait être proposée une fois pour toutes » pour la reconnaissance des degrés mais, de ses exemples, on peut déduire qu’une triade ne peut pas être reconnue comme un degré tant qu’il demeure possible de l’expliquer par une conduite des voix de broderies ou de notes de passage.
Les analyses schenkériennes identifient les degrés par des chiffres romains, conformément à la pratique viennoise usuelle des XIXe et XXe siècles, conçue dans les travaux théoriques de Georg Joseph Vogler et de son disciple Gottfried Weber, transmise par Simon Sechter et son élève Anton Bruckner, dont Schenker avait suivi les classes au Conservatoire de Vienne.
La théorie schenkérienne est « monotonale » : l’Ursatz, en tant que déploiement de la triade de tonique, ne peut par définition inclure aucune modulation. Des « tonicisations » locales peuvent se produire lorsqu’un degré est élaboré au point de devenir une tonique locale, mais l’œuvre tout entière ne projette qu’une seule tonalité et, en fin de compte, qu’un seul « degré » (la tonique).

### Contrepoint, conduite des voix
Le contrepoint à deux voix demeure pour Schenker le modèle de l’écriture stricte. L’écriture libre est le résultat d’un usage plus libre des règles du contrepoint strict. L’un des buts de l’analyse est de retracer comment l’œuvre demeure soumise à ces règles au niveau le plus profond, malgré les libertés prises à des niveaux ultérieurs.
Un aspect de l’écriture stricte à deux voix qui semble traverser toute la théorie schenkérienne au cours des années, c’est la règle du « chant fluide » (fliessender Gesang), ou « fluidité mélodique ». Schenker attribue cette règle à Cherubini, qui aurait écrit que « la mélodie fluide est toujours préférable en contrepoint strict ». La fluidité mélodique, la préférence donnée au mouvement conjoint, est l’une des règles principales de la conduite des voix, même dans l’écriture libre. Elle évite les sauts successifs et produit « une sorte de mélodie en forme de vague qui, dans son ensemble, représente une entité animée et qui, par ses courbes ascendantes et descendantes, apparaît balancée dans ses composantes individuelles ». Cette idée est à l’origine de celle de « ligne conjointe » (Zug) et, plus particulièrement, de celle de la Ligne fondamentale (Urlinie).

### Ursatz(Structure fondamentale)

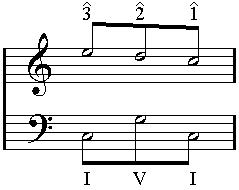
L’Ursatz minimale : une ligne ^3 ^2 ^1 appuyée sur une arpégiation de la basse I V I.

Ursatz (littéralement « Structure originelle », mais généralement traduit comme « Structure fondamentale ») est le nom donné par Schenker à la structure sous-jacente dans sa forme la plus simple, celle depuis laquelle l’œuvre tout entière se développe. Dans la forme canonique de la théorie, elle consiste en l’Urlinie, la « ligne fondamentale » (« ligne originelle »), supportée par la Bassbrechung, l’« arpégiation de la basse ». La structure fondamentale est un contrepoint à deux voix et, en tant que telle, elle appartient à l’écriture stricte.
Conformément à la théorie de l’espace tonal, la ligne fondamentale est une ligne prenant son point de départ sur n’importe quelle note de la triade et descendant à la tonique elle-même. L’arpégiation de la basse est une arpégiation par la quinte, montant de I à V et redescendant à I. L’Urlinie déploie l’espace tonal dans une dimension mélodique, tandis que la Bassbrechung exprime sa dimension harmonique.
La théorie de la structure fondamentale est l’aspect le plus critiqué de la théorie schenkérienne : il a semblé inacceptable de réduire toutes les œuvres tonales à une seule structure sous-jacente, ou à quelques-unes presque identiques les unes aux autres. Mais ceci repose sur un malentendu : l’analyse schenkérienne ne cherche pas à démontrer que toutes les œuvres peuvent se réduire à un même arrière-plan, mais bien à montrer comment chaque œuvre élabore l’arrière-plan de manière unique et individuelle, déterminant à la fois son identité et sa « signification ». Schenker en avait fait sa devise : Semper idem, sed non eodem modo, « toujours la même chose, mais pas de la même manière ».

#### La ligne fondamentale
L’idée de la ligne fondamentale vient relativement tôt dans le développement de la théorie schenkérienne. Elle est mentionnée pour la première fois en 1920, dans le commentaire de l’édition de la Sonate op. 101 de Beethoven, mais l’idée s’en rattache manifestement à celle de « fluidité mélodique », apparue dix ans plus tôt. Schenker a d’abord conçu l’ Urlinie, la « ligne originelle », comme une sorte de ligne motivique caractérisée par sa fluidité, répétée sous diverses formes tout au long de l’œuvre et assurant son homogénéité. Il a imaginé ensuite qu’une œuvre musicale ne devait avoir qu’une seule ligne originelle, l’unifiant du début à la fin. Enfin, la prise de conscience du fait que ces lignes originelles étaient le plus souvent descendantes l’a amené à formuler la définition canonique de la ligne fondamentale comme ligne nécessairement descendante. Non pas qu’il ait rejeté les lignes ascendantes, mais bien qu’il les a désormais considérées hiérarchiquement moins importantes.
« La ligne fondamentale commence avec ^8, ^5 ou ^3 et descend à ^1 par la sensible descendante ^2 ». La note initiale de la ligne fondamentale est appelée la « note de tête » (Kopfton). Elle peut être élaborée par une broderie supérieure, mais pas par une broderie inférieure. Dans nombre de cas, la note de tête est atteinte par une ligne ascendante initiale (Anstieg) ou une arpégiation initiale qui n’appartiennent pas à la structure fondamentale à proprement parler.

#### L’arpégiation de la basse et le diviseur à la quinte
L’arpégiation par la quinte est une imitation de la série des partiels harmoniques, adaptées à l’homme « qui ne peut appréhender le son que dans l’ordre de succession ». La quinte de l’arpégiation coïncide avec la dernière note de passage ^2 de la ligne fondamentale. Ceci ne produit d’abord qu’un simple « diviseur à la quinte », un remplissage complexe de l’espace tonal. Mais en tant que combinaison consonante, le diviseur à la quinte définit à un niveau ultérieur un nouvel espace tonal, celui de l’accord de dominante, et ce faisant il ouvre la voie à d’autres développements de l’œuvre. Il semble que la différence entre le diviseur à la quinte et l’accord de dominante à proprement parler ne dépend que du niveau auquel on les considère : la notion de diviseur à la quinte souligne l’élaboration de l’espace tonal initial, tandis que celle d’accord de dominante y voit un nouvel espace tonal créé à l’intérieur du premier. Mais l’opinion des schenkériens modernes diverge sur ce point.

## Notation schenkérienne
Les représentations graphiques forment une part importante des analyses schenkériennes : « l’usage de la notation musicale pour représenter des relations musicales est une caractéristique unique du travail de Schenker ». Les graphes schenkériens sont fondés sur une notation « hiérarchique », où la taille des notes, leur valeur rythmique et d’autres dispositifs indiquent leur importance structurelle. Schenker lui-même, dans l’Introduction à ses Cinq analyses graphiques, a soutenu que « la présentation sous forme graphique a été développée désormais à un point tel que le texte explicatif est inutile ». Quoi qu’il en soit, les graphes schenkériens forment un changement de système sémiotique, un passage de la musique elle-même à sa représentation graphique, semblable au passage plus habituel de la musique à son commentaire verbal (analytique). Ce glissement sémiotique existe d’ailleurs déjà dans la partition elle-même et Schenker a souligné avec raison l’analogie entre la notation musicale et l’analyse musicale. Un aspect des analyses graphiques qui n’a peut-être pas été assez souligné jusqu’ici est qu'elles tentent d’abolir le temps, de représenter l’œuvre musicale comme quelque chose qui puisse être appréhendé d’un seul regard ou, du moins, de la représenter d’une manière qui remplace la lecture « linéaire » par une lecture « tabulaire ».

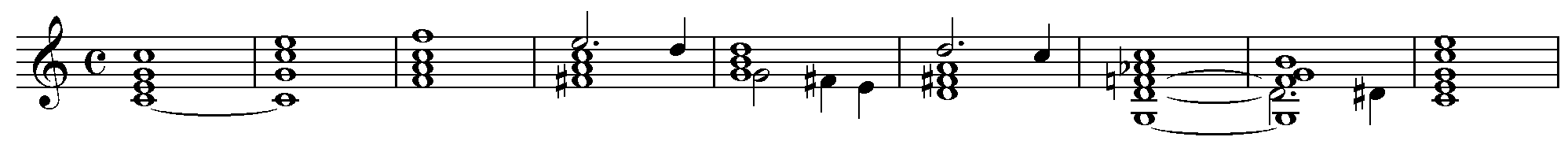
Réduction rythmique des premières mesures de l’Étude op. 10 no 1 de Chopin. Version simplifiée de l’analyse de l’« harmonie fondamentale », dans Carl Czerny, Die Schule der Praktischen Tonsetz Kunst, 1839

La première étape de la réécriture analytique prend souvent la forme d’une « réduction rythmique », c’est-à-dire d’une réécriture qui « normalise » le rythme et la conduite des voix de la partition. Ce type de réduction a une longue tradition, non seulement dans les traités de contrepoint ou les ouvrages de théorie, mais aussi dans la notation simplifiée de certaines œuvres baroques, par exemple le Prélude de la Suite en la majeur, HWV 426, de Händel, ou des versions anciennes du Prélude en do majeur du Premier livre du Clavier bien tempéré de Bach. Un avantage indirect de la réduction rythmique est qu’elle aide à la lecture de la conduite des voix : l’exemple de Czerny ci-contre transforme les arpèges de Chopin en une composition à quatre (ou cinq) voix. Edward Aldwell et Carl Schachter écrivent que la première réécriture devrait « produire une disposition raisonnablement semblable à une écriture note contre note ». Allen Cadwallader et David Gagné suggèrent une réduction rythmique de type particulier qu’ils appellent « continuo imaginaire » et soulignent le lien entre la réduction rythmique et la notation d’une mélodie sur une basse chiffrée. Essentiellement, ce « continuo imaginaire » consiste à imaginer une basse chiffrée pour l’œuvre analysée et à en écrire une réalisation en accords.
Schenker lui-même a généralement commencé ses analyses par une réduction rythmique qu’il appelait Urlinietafel. À partir de 1925, il les a complétées par d’autres niveaux de représentation correspondant aux étapes successives qui conduisent à la structure originelle ou, à l’inverse, de celle-ci à la première réduction. Au début, il a fait usage principalement de la dimension des notes pour indiquer leur niveau hiérarchique, mais il a abandonné rapidement ce système qui apparaissait trop difficile pour les techniques de gravure musicale de l’époque. Allen Cadwallader et David Gagné proposent une description du système schenkérien de notation graphique qui, disent-ils, « est flexible et permet aux musiciens d’exprimer par des moyens subtils (et parfois variables) ce qu’ils entendent et comment ils comprennent l’œuvre ». Ils discutent les têtes de notes évidées, indiquant d’habitude le niveau structurel le plus élevé, et noires pour les niveaux inférieurs; les liaisons, qui regroupent les notes d’un arpège ou celles d’un mouvement linéaire avec notes de passage ou broderies ; les ligatures, pour des mouvements linéaires de niveau structurel plus élevé ou pour l’arpégiation de la basse; les liaisons pointillées, pour des notes répétées ou maintenues; les lignes diagonales, indiquant le lien entre des notes déplacées; les ligatures diagonales, reliant des notes successives qui appartiennent conceptuellement à un même accord (« Déploiement »), etc.

## Techniques d’élaboration
L’essentiel d’une analyse schenkérienne consiste à montrer comment une structure d’arrière-plan s’étend jusqu’à la succession d’événements musicaux à la surface de l’œuvre elle-même. Schenker désigne ce processus par le terme Auskomponierung, que l’on peut traduire en « élaboration », mais que les schenkériens américains appellent généralement plutôt « prolongation », qui souligne que les élaborations développent les événements selon l’axe du temps.
Schenker écrit :
En pratique artistique, le problème principal est de réaliser le concept d’harmonie dans un contexte vivant. Dans le Prélude op. 28 n° 6 de Chopin, par exemple, c’est le motif 
qui donne vie au concept abstrait de la triade, si, ré, fa.
L’élaboration de la triade, ici principalement sous la forme d’un arpège, la charge d’un « contenu vivant », c’est-à-dire de signification.
Les élaborations prennent la forme de « diminutions », remplaçant la durée totale de l’élément élaboré par des événements plus courts mais en plus grand nombre. Ce faisant, les notes sont déplacées tant en hauteur qu’en position rythmique. L’analyse vise dans une certaine mesure à ramener ces notes déplacées à leur position «normale» et à expliquer comment et pourquoi elles ont été déplacées

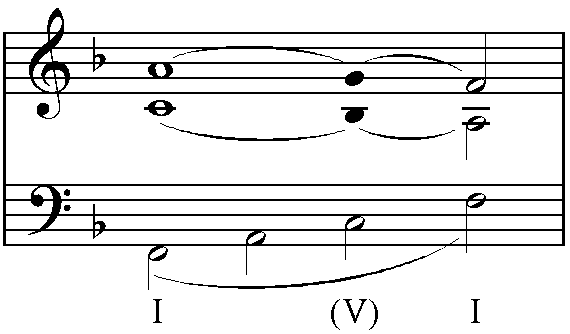
Élaboration de l'accord de fa majeur

 Un aspect fascinant de l’analyse schenkériene est qu’elle ne voit pas l’œuvre comme construite d’une succession d’événements, mais comme la croissance de nouveaux éléments depuis l’intérieur d’éléments de niveau supérieur, comme un arbre développe des branches depuis son tronc et des rameaux depuis ses branches : c’est dans ce sens que la théorie schenkérienne doit être considérée organiciste. L’exemple ci-contre peut être considéré d’abord comme une simple élaboration d’un accord de fa majeur, une arpégiation à trois voix, avec quelques notes de passage (notées ici comme des noires sans hampes) dans les deux voix supérieures : c’est une exemplification de l’espace tonal de fa majeur. L’accord marqué (V) n’est d’abord qu’un simple « diviseur à la quinte ». Mais la rencontre de la quinte (do) de l’arpégiation de la basse avec les notes de passage des voix supérieures peut être comprise aussi comme produisant un accord de dominante, V, né de l’intérieur de l’accord de tonique I.
C’est la situation que l’on trouve au début de la Sonate en fa majeur, Hob. XVI:29, de Haydn, où la dominante (incomplète) apparaît à la fin de la mes. 3, tandis que le reste du fragment ne consiste qu’en arpèges (avec broderies) de l’accord de fa :

### Arpégiation, note voisine, note de passage
L’arpégiation est la forme la plus simple de l’élaboration. Elle délimite l’espace tonal de l’élaboration, mais il lui manque la dimension mélodique qui permettrait des développements ultérieurs : elle « demeure un phénomène harmonique ». Il découle de la structure même des triades que les arpégiations sont toujours disjointes et que le remplissage de leurs espaces implique nécessairement le mouvement conjoint.
Schenker distingue deux types de remplissage de l’espace tonal :
- la note voisine (Nebennote), ornant une seule note de la triade à laquelle elle est adjacente (c’est ce qu’on appelle plus communément la « broderie », mais aussi l’appoggiature, l’échappée, etc.) ;
- la note de passage, qui passe par mouvement conjoint d’une note à une autre et remplit l’espace entre elles.

Tant les notes voisines que les notes de passage sont des dissonances. Elles peuvent être rendues consonantes par leur rencontre avec d’autres notes (comme dans l’exemple de Haydn ci-dessus) et, une fois consonantes, peuvent délimiter de nouveaux espaces tonals ouverts à de nouvelles élaborations. Dans la mesure ou les accords consistent en plusieurs voix, les arpégiations et les notes de passages impliquent toujours le passage d’une voix à une autre.

### Progression linéaire (Zug)
La progression linéaire (Zug) est le remplissage par mouvement conjoint d’un intervalle consonant. Elle est soulignée généralement dans les analyses graphiques par une liaison de la première à la dernière note de la progression.
Les progressions linéaires les plus élémentaires sont déterminées par l’espace tonal qu’elles élaborent : elles s’étendent de la prime à la tierce, de la tierce à la quinte ou de la quinte à l’octave de la triade, en montant ou en descendant. Schenker écrit : « Il n’y a pas d’autres espaces tonals que 1–3, 3–5 ou 5–8. Il n’y a pas d’autre origine des progressions par note de passage, ni de la mélodie ». Les progressions linéaires, en d’autres termes, peuvent être des progressions de tierce (Terzzüge) ou de quarte (Quartzüge); les progressions plus larges ne sont que des combinaisons des précédentes.
Les progressions linéaires peuvent être incomplètes lorsque l’une de leurs notes est remplacée par une autre, tout en demeurant suggérée par l’harmonie. Dans l’exemple ci-dessous, les premières mesures de la Sonate op. 109 de Beethoven, la ligne de basse descend de mi2 à mi1. Fa1 est remplacé par si0 pour marquer la cadence, mais demeure néanmoins implicite dans l’accord de si majeur. De plus, la voix supérieure répond à la ligne de basse par un échange des voix, mi3–fa3–sol3 au-dessus de sol1–(fa1)– mi1, à la mesure 3, après un arpège descendant de l’accord de mi. La ligne de basse est doublée en dixièmes parallèles par la voix d’alto, descendant de sol3 à sol2, et la voix de ténor double alternativement le soprano et la basse, comme l’indiquent les liaisons pointillées. C’est la ligne de basse qui gouverne le passage entier : elle constitue la « ligne directrice », d’où toutes les autres voix dépendent et qui exprime le mieux l’élaboration de l’accord de mi majeur.
Schenker décrit les lignes couvrant une septième ou une neuvième comme « lignes apparentes », considérant qu’elles tiennent lieu d’une seconde (avec transfert de registre) : elles ne remplissent pas d’espace tonal, elles passent plutôt d’un accord à un autre.

### Lignes entre les voix, surmarche
On peut considérer que les notes de passage qui remplissent les intervalles d’un accord forment des lignes entre les voix de cet accord. En même temps, si les notes de l’accord elles-mêmes appartiennent à des lignes menant d’un accord à un autre (comme c’est généralement le cas), les lignes de niveau inférieur se déroulent entre des lignes de niveau supérieur. Le cas le plus intéressant est celui où les lignes relient une voix intérieure à la voix supérieure. Ceci peut se produire non seulement en montant (on parle alors d’une « ligne depuis une voix intérieure », mais aussi en descendant, si la voix inférieure a été déplacée au-dessus de la voix supérieure par un transfert de registre : ce cas est connu comme surmarche (Übergreifen). Dans l’exemple de Schubert ci-dessous, la ligne qui descend sol–fa–mi–ré à la fin de la première mesure peut être considérée comme une surmarche.

### Déploiement
Le déploiement (Ausfaltung) est une élaboration par laquelle un accord ou une succession d’accords se combinent en une seule ligne « de telle sorte qu’une note de la voix supérieure est connectée à une note de la voix intérieure et retour, ou l’inverse ». À la fin du Wanderers Nachtlied, op. 4 no 3, de Schubert, le chant déploie deux lignes de la succession I–V–I; la voix inférieure, si – la – sol, est la voix principale, exprimant la tonalité de sol bémol majeur; la voix supérieureré – do – si, est doublée à l’octave inférieure dans la main droite de l’accompagnement.
Dans ses écrits tardifs (à partir de 1930), Schenker a parfois utilisé un signe spécial pour marquer le déploiement, une ligature oblique reliant des notes conceptuellement simultanées des différentes voix, bien qu’elles soient présentées en succession dans la ligne unique qui réalise le déploiement.

### Transfert de registre, couplage
Le transfert de registre est le déplacement d’une ou plusieurs voix dans une autre octave, c’est-à-dire dans un autre registre. Schenker considère que la musique se déroule normalement dans un seul registre qu’il appelle « obligé », mais qu’elle est parfois déplacée vers un registre supérieur ou inférieur. Les transferts de registre sont particulièrement frappants dans la musique de piano (et d’autres instruments à clavier), où les contrastes de registre (et la distance entre les deux mains) peuvent produire un effet quasi orchestral.
Le couplage est le cas où les parties transférées maintiennent un lien avec leur registre d’origine : l’œuvre paraît alors se dérouler parallèlement dans les deux registres/

### Échange des voix
L’échange des voix est un dispositif bien connu de la théorie du contrepoint. Schenker y voit un moyen d’élaborer un accord en changeant sa position. Deux voix échangent leurs notes, souvent avec des notes de passage entre elles. À la fin de l’exemple de la Sonate op. 109 de Beethoven, ci-dessus, la basse et le soprano échangent leurs notes : sol est transféré de la basse vers le soprano, tandis que mi est transféré du soprano vers la basse. L’échange est marqué par deux lignes obliques entrecroisées reliant ces notes.

## Élaboration de la structure fondamentale
Les élaborations de la structure fondamentale demandent une discussion particulière notamment parce qu’elles peuvent déterminer la forme de l’œuvre dans laquelle elles se présentent.

### Montée initiale, arpégiation initiale
Le point de départ de la ligne fondamentale, sa « note de tête » (Kopfton), peut n’être atteinte qu’après un mouvement ascendant, une ligne ascendante initiale (Anstieg) ou une arpégiation initiale, qui peuvent prendre d’ailleurs plus d’extension que la ligne fondamentale elle-même. Il en résulte des mélodies en forme d’arche. Schenker n’a décidé qu’en 1930 que la ligne fondamentale devait être descendante : dans ses analyses plus anciennes, les lignes ascendantes initiales sont souvent intégrées à l’Urlinie elle-même.

### Note voisine de premier ordre
Schenker souligne que la note de tête de la ligne fondamentale est souvent ornée par une note voisine « de premier ordre », qui doit être une note voisine supérieure parce que « la note voisine inférieure pourrait être prise pour une interruption de la ligne fondamentale ». La note voisine de premier ordre est ^3–^4–^3 ou ^5–^6–^5 : l’harmonie qui la supporte est souvent le IVe ou le VIe degré, ce qui peut donner l’occasion d’une partie de l’œuvre à la sous-dominante.

### Articulation de l’espace entre I et V dans l’arpégiation de la basse
La forme canonique de l’arpégiation de la basse est I–V–I. Le deuxième intervalle, V–I, forme en dessous de ^2–^1 la cadence parfaite qui termine l’œuvre et n’est pas susceptible d’élaboration au niveau de l’arrière-plan. Le premier intervalle, I–V, par contre, est généralement élaboré. Les cas principaux sont ceux-ci :

#### I–III–V
C’est l’arpégiation complète de la triade. Une fois élaborée, elle peut consister en une succession de trois tonalités, en particulier dans les œuvres en mineur. Dans ces cas, III tient lieu d’une tonicisation du relatif majeur. Ceci se produit notamment dans des formes-sonate en mineur, où le premier groupe thématique élabore le degré I, le second groupe thématique son relatif majeur, le degré III, après quoi le développement mène à V avant la réexposition dans le ton de la tonique.

#### I–IV–V ou I–II–V

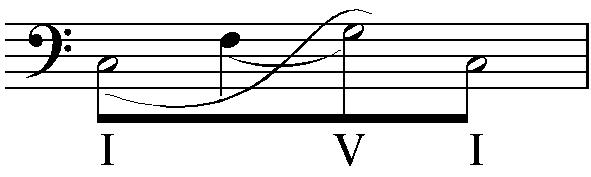
Élaboration par I-IV-V-I à la basse.

Bien que Schenker n’ait jamais discuté ces élaborations dans le détail, elles occupent une place toute particulière dans sa théorie. On pourrait même argumenter qu’aucune description de l’Ursatz proprement dite n’est complète si elle ne contient pas IV ou II au niveau de l’arrière-plan. Schenker utilise un signe spécial pour marquer cette situation, la double courbe de l’exemple ci-contre, croisant la liaison qui lie IV (ou II) à V. Que IV (ici, fa) ne soit écrit que comme une noire indique qu’il est de rang inférieur par rapport à I et V, notés comme des blanches. Il y a ici un lien inattendu entre la théorie schenkérienne et la théorie des fonctions tonales de Riemann, ce qui explique peut-être la réticence de Schenker à être plus explicite sur ce point. Dans l’analyse schenkérienne moderne, l’accord du IV ou du II est souvent appelé l’accord « prédominant », c’est-à-dire celui qui prépare la dominante, et la progression pourrait être notée « T–P–D–T », pour Tonique–Prédominante–Dominante–Tonique.

#### I–II–III–IV–V
L’accord de dominante peut être relié à la tonique par une progression linéaire conjointe continue. Dans ce cas, un des accords de la progression, II, III ou IV, prend généralement la prééminence, ce qui ramène à l’un des cas ci-dessus.

### Interruption
L’interruption (Unterbrechung) est une élaboration de la ligne fondamentale, qui est interrompue à sa dernière note de passage, ^2, avant d’avoir atteint son but. Il en résulte que l’arpégiation de la basse est elle aussi interrompue au diviseur à la quinte, V. Tant la ligne fondamentale que l’arpégiation de la basse sont alors contraintes de reprendre à leur point de départ : la structure fondamentale se répète, atteignant enfin son but. L’interruption est l’élaboration principale parmi les éléments porteurs de forme : elle est souvent utilisée dans les formes binaires (lorsque la première partie se termine à la dominante) ou, si l’élaboration de la « dominante d’interruption », ^2 au-dessus de V, prend une certaine importance, elle peut produire une forme ternaire, en particulier la forme-sonate.

### Mixture
Schenker appelle « mixture » (Mischung) le changement de mode de la tonique, c’est-à-dire le remplacement de sa tierce majeure par sa tierce mineure, ou l’inverse. L’élaboration de l’accord qui en résulte peut donner naissance à une section en mineur dans une œuvre en majeur, ou, une fois encore, l’inverse.

### Transferts de la structure fondamentale
Les formes de la structure fondamentale peuvent se répéter à n’importe quel niveau de l’œuvre. « Chaque fois, le transfert crée une formation homogène dans laquelle la voix supérieure et la voix inférieure délimitent un même espace tonal ». En d’autres termes, n’importe quelle phrase dans une œuvre peut prendre la forme d’une structure fondamentale complète. C’est le cas de nombreux thèmes classiques. Cette similitude entre des structures locales du plan moyen et la structure profonde est un élément particulièrement séduisant de l’analyse schenkérienne, lui donnant l’apparence d’une construction récursive.

## Réception

### Europe avant la Deuxième Guerre mondiale
Schenker mentionne lui-même dans une lettre de 1927 à son étudiant Felix-Eberhard von Cube que ses idées continuent "d'être connues plus largement: Edimbourg [avec John Petrie Dunn], (aussi New York [probablement avec George Wedge]), Leipzig [avec Reinhard Oppel], Stuttgart [avec Herman Roth], Vienne (moi-même et [Hans] Weisse), [Otto] Vrieslander à Munich […], vous-même [von Cube] à Duisbourg, et [August] Halm [à Wickersdorf en Thuringe]". Von Cube, avec Moritz Violin, un autre étudiant de Schenker, fonde le Schenker Institut à Hambourg en 1931. [Oswald Jonas] publie Das Wesen des Musikalisches Kunstwerkes en 1932 et Felix Salzer Sinn und Wesen des Abendländischen Mehrstimmigkeits en 1935, deux ouvrages fondés sur des concepts Schenkériens. Oswald Jonas et Felix Salzer fondent et éditent ensemble la revue Schenkérienne Der Dreiklang (Vienne, 1937-1938), qui ne connaîtra que neuf numéros d'avril 1937 à février 1938.
La Deuxième Guerre mondiale interrompt les études schenkériennes en Europe. Ses publications sont bannies par les Nazis et certaines confisquées par la Gestapo. C'est aux États-Unis que l'analyse schenkérienne connaîtra ensuite ses premiers développements importants.

### Première réception aux États-Unis
George Wedge enseigne certaines idées Schenkériennes dès 1925 à l'Institute of Musical Arts à New York. Victor Vaughn Lytle, qui avait étudié avec Hans Weisse à Vienne, écrit ce qui est peut-être le premier essai en langue anglaise concernant des concepts schenkériens, "Music Composition of the Present" (The American Organist, 1931), mais sans les attribuer clairement à Schenker. Weisse lui-même, qui avait étudié avec Schenker au moins depuis 1912, émigre vers les États-Unis et commence d'enseigner l'analyse schenkérienne à la Mannes School of Music à New York en 1931. Une de ses étudiantes, Adele T. Katz, consacre un article à "Heinrich Schenker's Method of Analysis" ("La méthode d'analyse d'Heinrich Schenker") en 1935, puis un important ouvrage, Challenge to Musical Tradition, en 1945, dans lequel elle applique les concepts analytiques schenkériens non seulement à certains des compositeurs favoris de Schenker, Jean-Sébastien et Carl Philipp Emmanuel Bach, Haydn et Beethoven, mais aussi à Wagner, Debussy, Stravinsky et Schoenberg : c'est certainement l'une des tentatives les plus anciennes d'élargir le corpus de l'analyse schenkérienne.
L'opinion des critiques n'est pas toujours positive, cependant. Roger Sessions publie dans Modern Music 12 (Mai-Juin 1935) un article nécrologique sous le titre "Heinrich Schenker’s Contribution" où, après avoir souligné les réalisations de Schenker, il critique le développement de ses idées au cours des dernières années, jusqu'à Der freie Satz (L'Écriture libre, qui, il le reconnaît, n'est pas encore disponible aux États-Unis) et conclut que "c'est précisément lorsque les doctrines de Schenker quittent le domaine de la description exacte et pénètrent celui de l'analyse dogmatique et spéculative qu'elles deviennent essentiellement stériles". L'attaque la plus violente contre Schenker est dans l'Éditorial que Paul Henry Lang consacre dans le The Musical Quarterly 32/2 (Avril 1946) à l'ouvrage récemment publié d'Adele Katz, Challenge to Musical Tradition, qu'il oppose au Beethoven de Donald Tovey, publié lui aussi en 1945 ; ses attaques visent aussi les disciples de Schenker, probablement les américains. Il écrit : "La théorie et la philosophie musicales de Schenker et de ses disciples ne sont pas de l'art, toute leur vision, au moins telle qu'elle s'exprime dans leurs écrits, manque de sensibilité. Il a rarement existé esprit plus glacé que le leur ; la seule chaleur que l'on ressent est celle du dogmatisme. La musique ne les intéresse que dans la mesure où elle s'adapte à leur système [...]. En réalité, la musique ne sert qu'à donner du grain au moulin de leur esprit théorique insatiable, mais ni à leur cœur, ni à leur imagination. Il n'y a aucun art, aucune poésie dans ce système remarquable qui traite les matériaux bruts de la musique d'une main virtuose. Schenker et ses disciples jouent avec la musique comme d'autres jouent aux échecs, ne soupçonnant jamais quelle fantaisie, quels tourbillons de sensibilité sont au fondement de toute composition. Ils ne voient que des lignes, mais aucune couleur, et leurs idées sont froides et méthodiques. Mais la musique est couleurs et chaleur, qui sont les valeurs d'un art concret".

### Après la Deuxième Guerre mondiale
La diffusion des idées de Schenker sera décrite ici sous deux aspects : les traductions de ses ouvrages dans les différentes langues du monde, et l'apparition d'ouvrages pédagogiques.

#### Traductions
Schenker a laissé près de 4000 pages de textes imprimés, dont les traductions ont d'abord été étonnamment lentes. Toutes sont traduites aujourd'hui en anglais et le projet Schenker Documents Online s'occupe de l'édition et de la traduction anglaise de plus de 100 000 pages manuscrites. Les traductions dans d'autres langues demeurent lentes.
- 1904 Ein Beitrag zur Ornamentik.
  - 1976 Traduction anglaise par H. Siegel, Music Forum 4, pp. 1–139.
  - 1979 Traduction japonaise par A. Noro et A. Tamemoto.
- 1906 Harmonielehre.
  - 1954 Harmony, traduction anglaise par Elisabeth Mann Borgese, éditée et annotée par Oswald Jonas.
  - 1990 Traduction espagnole par R. Barce.
- 1910 Kontrapunkt I.
  - 1987 Counterpoint I, traduction anglaise par J. Rothgeb et J. Thym.
- 1912 Beethovens neunte Sinfonie, 1912
  - 1992 Beethoven's Ninth Symphony: a Portrayal of its Musical Content, with Running Commentary on Performance and Literature as well, traduction anglaise par J. Rothgeb, 1992.
  - 2010 Traduction japonaise par H. Nishida et T. Numaguchi.
- 1913 Beethoven, Sonate E dur op. 109 (Erläuterungsausgabe).
  - 2012 Traduction japonaise par M. Yamada, H. Nishida et T. Numaguchi.
- 1914 Beethoven, Sonate As dur op. 110 (Erläuterungsausgabe).
  - 2013 Traduction japonaise par M. Yamada, H. Nishida et T. Numaguchi.
- 1921-1924 Der Tonwille (10 volumes)
  - 2004-2005 Der Tonwille, traduction anglaise sous la direction de William Drabkin.
- 1922 Kontrapunkt II.
  - 1987 Counterpoint II, traduction anglaise de J. Rothgeb et J. Thym.
- 1922 "Haydn: Sonate Es-Dur", Der Tonwille III, p. 3-21.
  - 1988 Traduction anglaise de W. Petty, Theoria 3, p. 105-160.
- 1923 "J. S. Bach: Zwölf kleine Präludien Nr. 2 [BWV 939]", Der Tonwille IV, 1923, p. 7.
  - [2007] Traduction française de N. Meeùs.
- 1923 "J. S. Bach: Zwölf kleine Präludien Nr. 5 [BWV 926]", Der Tonwille V, p. 8-9.
  - [2006] Traduction française de N. Meeùs.
- 1924 "Mendelssohn: Venetianisches Gondellied, op. 30, Nr. 6", Der Tonwille X, p. 25-29.
  - [2011] Traduction française de N. Meeùs.
- 1924 "Schumann: Kinderszenen Nr. 1, Von fremden Ländern und Menschen", Der Tonwille X, p. 34-35.
  - [2011] Traduction française de N. Meeùs.
- 1924 "Schumann: Kinderszenen op. 15, Nr. 9, Träumerei", Der Tonwille X, pp. 36–39.
  - [2011] Traduction française de N. Meeùs.
- 1925 Beethovens V. Sinfonie. Darstellung des musikalischen Inhaltes nach der Handschrift unter fortlaufender Berücksichtigung des Vortrages und der Literatur, Vienne, Tonwille Verlag et Universal Edition. Reprint 1970.
  - 1971 Ludwig van Beethoven: Symphony N. 5 in C minor, traduction anglaise partielle par E. Forbes et F. J. Adams jr., New York, Norton, 1971 (Norton Critical Score 9), p. 164-182.
  - 2000 Traduction japonaise par T. Noguchi.
- 1925-1930 Das Meisterwerk in der Musik (3 volumes)
  - 1998 traduction anglaise sous la direction de William Drabkin.
- 1925 "Die Kunst der Improvisation", Das Meisterwerk in der Musik I, p. 9-40.
  - 1973 Traduction anglaise par S. Kalib, "Thirteen Essays from the Three Yearbooks Das Meisterwerk in der Musik: An Annotated Translation," PhD diss., Northwestern University.
- 1925 "Weg mit dem Phrasierungsbogen", Das Meisterwerk in der Musik I, p. 41-60.
  - 1973 Traduction anglaise par S. Kalib, "Thirteen Essays from the Three Yearbooks Das Meisterwerk in der Musik: An Annotated Translation," PhD diss., Northwestern University.
- 1925 "Joh. S. Bach: Sechs Sonaten für Violine. Sonata III, Largo", Das Meisterwerk in der Musik I, p. 61-73.
  - 1973 Traduction anglaise par S. Kalib, "Thirteen Essays from the Three Yearbooks Das Meisterwerk in der Musik: An Annotated Translation," PhD diss., Northwestern University.
  - 1976 Traduction anglaise par J. Rothgeb, The Music Forum 4, p. 141-159.
- 1925 "Joh. S. Bach: Zwölf kleine Präludien, Nr. 6 [BWV 940]", Das Meisterwerk in der Musik I, p. 99-105.
  - [2010] Traduction française par N. Meeùs.
- 1925 "Joh. S. Bach: Zwölf kleine Präludien, Nr. 12 [BWV 942]", Das Meisterwerk in der Musik I, 1925, p. 115-123.
  - [2006] Traduction française par N. Meeùs.
- 1925 "Domenico Scarlatti: Keyboard Sonata in D minor, [L.413]", Das Meisterwerk in der Music I, p. 125-135.
  - 1986 Traduction anglaise par J. Bent, Music Analysis 5/2-3, p. 153-164.
- 1925 "Domenico Scarlatti: Keyboard Sonata in G major, [L.486]", Das Meisterwerk in der Music I, p. 137-144.
  - 1986 Traduction anglaise par J. Bent, Music Analysis 5/2-3, p. 171-179.
- 1925 "Chopin: Etude Ges-Dur op. 10, Nr. 5", Das Meisterwerk in der Musik I, p. 161-173.
  - 1973 Traduction anglaise par S. Kalib, "Thirteen Essays from the Three Yearbooks Das Meisterwerk in der Musik: An Annotated Translation," PhD diss., Northwestern University.
- 1925 "Erläuterungen", Das Meisterwerk in der Music I, p. 201-205. (Publié aussi dans Der Tonwille 9 et 10 et dans Das Meisterwerk in der Musik II.)
  - 1973 Traduction anglaise par S. Kalib, "Thirteen Essays from the Three Yearbooks Das Meisterwerk in der Musik: An Annotated Translation," PhD diss., Northwestern University.
  - 1986 Traduction anglaise par J. Bent, Music Analysis 5/2-3, p. 187-191.
  - [2011] Traduction française par N. Meeùs.
- 1926 "Fortsetzung der Urlinie-Betrachtungen", Das Meisterwerk in der Musik II, p. 9-42.
  - 1973 Traduction anglaise par S. Kalib, "Thirteen Essays from the Three Yearbooks Das Meisterwerk in der Musik: An Annotated Translation," PhD diss., Northwestern University.
- 1926 "Vom Organischen der Sonatenform", Das Meisterwerk in der Musik II, p. 43-54.
  - 1968 Traduction anglaise par O. Grossman, Journal of Music Theory 12, p. 164-183, reproduit dans Readings in Schenker Analysis and Other Approaches, M. Yeston ed., New Haven, 1977, p. 38-53.
  - 1973 Traduction anglaise par S. Kalib, "Thirteen Essays from the Three Yearbooks Das Meisterwerk in der Musik: An Annotated Translation," PhD diss., Northwestern University.
- 1926 "Das Organische der Fuge, aufgezeigt an der I. C-Moll-Fuge aus dem Wohltemperierten Klavier von Joh. Seb. Bach", Das Meisterwerk in der Musik II, p. 55-95
  - 1973 Traduction anglaise par S. Kalib, "Thirteen Essays from the Three Yearbooks Das Meisterwerk in der Musik: An Annotated Translation," PhD diss., Northwestern University.
- 1926 "Joh. Seb. Bach: Suite III C-Dur für Violoncello-Solo, Sarabande", Das Meisterwerk in der Musik II, 1926, p. 97-104.
  - 1970 Traduction anglaise par H. Siegel, The Music Forum 2, p. 274-282.
- "Mozart: Sinfonie G-Moll", Das Meisterwerk in der Musik II, p. 105-157.
  - 1973 Traduction anglaise par S. Kalib, "Thirteen Essays from the Three Yearbooks Das Meisterwerk in der Musik: An Annotated Translation," PhD diss., Northwestern University.
- "Haydn: Die Schöpfung. Die Vorstellung des Chaos", Das Meisterwerk in der Musik II, p. 159-170.
  - 1973 Traduction anglaise par S. Kalib, "Thirteen Essays from the Three Yearbooks Das Meisterwerk in der Musik: An Annotated Translation," PhD diss., Northwestern University.
- "Ein Gegenbeispiel: Max Reger, op. 81. Variationen unf Fuge über ein Thema von Joh. Seb. Bach für Klavier", Das Meisterwerk in der Musik II, p. 171-192.
  - 1973 Traduction anglaise par S. Kalib, "Thirteen Essays from the Three Yearbooks Das Meisterwerk in der Musik: An Annotated Translation," PhD diss., Northwestern University.
- 1930 "Rameau oder Beethoven? Erstarrung oder geistiges Leben in der Musik?", Das Meisterwerk in der Musik III, p. 9-24.
  - 1973 Traduction anglaise par S. Kalib, "Thirteen Essays from the Three Yearbooks Das Meisterwerk in der Musik: An Annotated Translation," PhD diss., Northwestern University.
- 1932 Fünf Urlinie-Tafeln.
  - 1933 Five Analyses in Sketch Form, New York, D. Mannes Music School.
  - 1969 Nouvelle version avec un glossaire par F. Salzer: Five Graphic Music Analyses, New York, Dover.
- 1935/1956 Der freie Satz, 2e édition
  - 1979 Free Composition, Traduction anglaise par E. Oster, New York, Londres, Longman.
  - 1993 L'Écriture libre, Traduction française par N. Meeùs, Liège, Mardaga.
  - 1997 Traduction chinoise par Chen Shi-Ben, Beijing, People's Music Publications.
  - 2004 Traduction russe par B. Plotnikov, Krasnoyarsk Academy of Music and Theatre.

#### Manuels et ouvrages pédagogiques
- Oswald Jonas, Das Wesen des musikalischen Kunstwerks, Vienne, Universal, 1934; édition revue, Einführung in die Lehre Heinrich Schenkers. Das Wesen des musikalischen Kunstwerkes, Vienne, Universal, 1972. Traduction anglaise par J. Rothgeb, Introduction to the Theory of Heinrich Schenker: The Nature of the Musical Work of Art, New York and London, Longman, 1982.
- Felix Salzer, Structural Hearing: Tonal Coherence in Music, New York, Charles Boni, 1952.
- Allen Forte et Steven E. Gilbert, Introduction to Schenkerian Analysis, 1982.
- Allen Cadwallader et David Gagné, Analysis of Tonal Music. A Schenkerian Approach, New York, Oxford University Press, 3e édition, 2011 (1e édition, 1998).
- Edward Aldwell et Carl Schachter, Harmony and Voice Leading, Boston, Schirmer, Cengage Learning, 4e édition (avec Allen Cadwallader), 2011 (1e édition, 2003).
- Tom Pankhurst, Schenkerguide. A Brief Handbook and Website for Schenkerian Analysis, New York and London, Routledge, 2008 Schenkerguide.
- William Renwick et David Walker, Schenkerian Analysis Glossary.
- Larry J. Solomon, A Schenkerian Primer.
- Nicolas Meeùs, Análise schenkeriana, Traduction portugaise (Brésil) par L. Beduschi, 2008.
- Luciane Beduschi et Nicolas Meeùs, Analyse schenkérienne, 2013; plusieurs versions antérieures sont archivées sur la même page.

### Ouvrages de Schenker
Voir la liste complète des publications de Schenker, sur le site du réseau européen des Sociétés de Théorie & d'Analyse musicale (EuroT&AM).
- Ein Beitrag zur Ornamentik, als Einführung zu Ph. Em. Bachs Klavierwerken, mitumfassend auch die Ornamentik Haydns, Mozarts und Beethoven etc., Vienne, Universal, 1904. Deuxième édition, 1908, reprint 1954. Traduction anglaise de H. Siegel, Music Forum 4 (1976), p. 1-139. Traduction japonaise d'A. Noro et A. Tamemoto, Ongaku no tomo, 1979.
- Harmonielehre (Neue musikalische Theorien und Fantasien, vol. I), Stuttgart, Berlin, Cotta, 1906, reprint 1978, avec un avant-propos de R. Frisius. Édition anglaise par O. Jonas, Harmony, traduction d'E. Mann Borgese, 1954, reprint 1973.
- Kontrapunkt I, Cantus firmus und zweistimmige Satz (Neue musikalische Theorien und Fantasien, vol. II/1), Wien, Universal, 1910. Traduction anglaise par J. Rothgeb et J. Thym, Counterpoint, vol. I, 1987.
- Beethovens Neunte Symphonie, Eine Darstellung des musikalischen Inhaltes unter fortläufende Berückzichtigung auch des Vortrages und der Literatur, Wien, Universal, 1912.
- Die letzten fünf Sonaten von Beethoven. Kritische Ausgabe mit Einführung und Erläuterung, Vienne-Leipzig, Universal, I 1920, III 1913, IV 1914, V 1915; reprint 1971-1972. Le n° II (op. 106) n’a pas été publié.
- Der Tonwille, Tonwille Verlag, 9 vols., 1921-1924. Traduction anglaise sous la direction de W. Drabkin, 2004.
- Kontrapunkt II, Drei- und mehrstimmiger Satz; Übergänge zum freien Satz (Neue musikalische Theorien und Fantasien, vol. II/2), Wien, Universal, 1922. Traduction anglaise par J. Rothgeb et J. Thym, Counterpoint, vol. II, 1987.
- Das Meisterwerk in der Musik: Ein Jahrbuch, Munich, Vienne, Berlin, Drei Masken Vlg., 3 vols (1925, 1926, 1930). Reprint en un volume, Hildesheim, New York, Olms, 1974.
- Fünf Urlinie-Tafeln, Vienne, Universal, 1932 ; Five Analyses in Sketch Form, New York, D. Mannes Music School, 1933. Nouvelle version anglaise avec un glossaire de F. Salzer : Five Graphic Music Analyses, New York, Dover, 1969.
- Der Freie Satz (Neue Musikalische Theorien und Phantasien, vol. III), Vienne, Universal, 1935. 2e édition, O. Jonas éd., 1956, 2 vols. Free Composition, traduction anglaise d'E. Oster, 1979. L'Écriture libre, traduction française de N. Meeùs, Liège-Bruxelles, Mardaga, 1993.

### Autres ouvrages
- AGAWU, Kofi, "Schenkerian Notation in Theory and Practice", Music Analysis 8/3 (1989), p. 275-301.
- ALDWELL, Edward, Carl SCHACHTER et Allen CADWALLADER, Harmony and Voice Leading, 4th edition, Schirmer, Cengage Learning, 2011.
- BEACH, David, "Schenker’s Theories: A Pedagogical View", Aspects of Schenkerian Theory, D. Beach ed., New Haven and London, Yale University Press, 1983.
- CADWALLADER, Allen, et David GAGNÉ, Analysis of Tonal Music: A Schenkerian Approach, New York, OUP, 3/2011.
- FURTWÄNGLER, Wilhelm, Wort und Ton, Wiesbaden, Brockhaus, 1954, p. 201-202.
- MEEÙS, Nicolas, Heinrich Schenker : une introduction. Liège, Mardaga, 1993.
- ROTHSTEIN, William, "Rhythmic Displacement and Rhythmic Normalization", Trends in Schenkerian Research, A. Cadwallader ed., New York, Schirmer, 1990
- SALZER, Felix,  Structural hearing, tonal coherence in music. With a foreword by Leopold Mannes. New York, C. Boni, s. d. [1952], 2 vol.
- SCHOENBERG, Harmonielehre, Wien, Universal, 1911, 7/1966.
- SNARRENBERG, Robert, Schenker’s Interpretive Practice, Cambridge Studies in Music Theory and Analysis 11, 1997.
- WASON, Robert E., Viennese Harmonic Theory from Albrechtsberger to Schenker and Schoenberg, Ann Arbor, London, UMI Research Press, 1982/1985.